# Freeborn megye
Freeborn megye az Amerikai Egyesült Államokban, azon belül Minnesota államban található. Megyeszékhelye és legnagyobb városa Albert Lea. Lakosainak száma 30 895 fő (2020. április 1.). Freeborn megye Steele, Winnebago, Worth, Faribault, Waseca és Mower megyékkel határos.

## Népesség
A megye népességének változása:
| Lakosok száma | 31 210 | 31 111 | 31 064 | 30 948 | 30 613 | 30 895 |
|               | 2010   | 2011   | 2012   | 2013   | 2015   | 2020   |